# 제천 교동 음나무
제천 교동 음나무(堤川 校洞 음나무)는 충청북도 제천시 제천향교에 있는 음나무이다. 2013년 12월 6일 충청북도의 기념물 제158호로 지정되었다.

## 개요
음나무(일명 엄나무)는 한국을 비롯해 일본, 중국, 만주 등지에 분포하고 있으며, 연한 잎은 나물로 먹기도 하며 가시가 있는 가지는 집안에 잡귀가 들어오지 못하도록 안방 문 위쪽에 걸어두어 악귀를 물리치는 데 사용하였다.
제천 교동 음나무는 오랜 세월 조상들의 삶과 함께 살아온 나무로 향교에서 봄, 가을 석전대제 전날에 해가 진 후 시민들의 안녕을 기원하는 제례를 지내고 있다.

## 같이 보기
- 제천향교

## 참고 자료
- 제천 교동 음나무 - 국가유산청 국가유산포털